# Alexis Tsipras

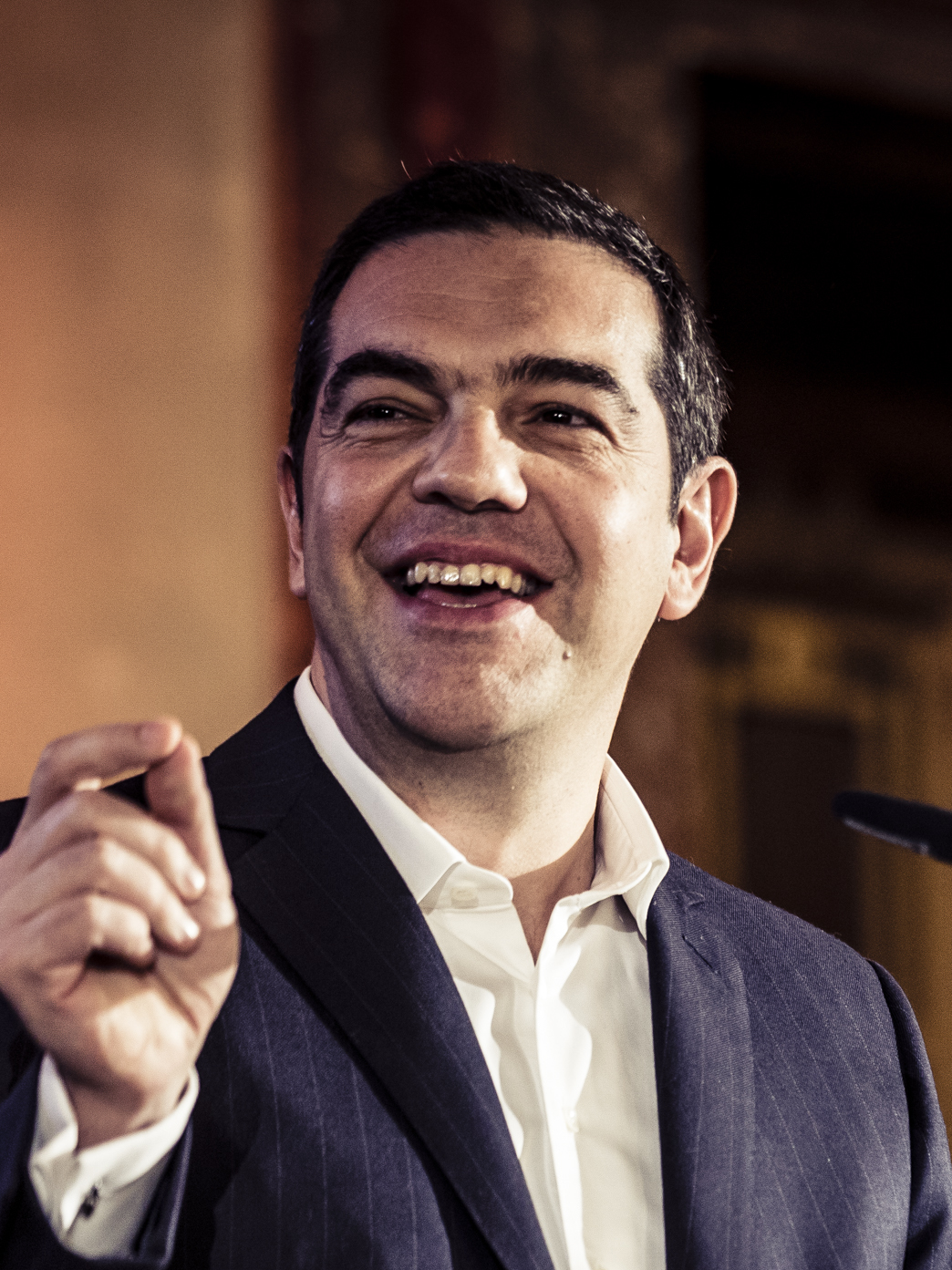
Alexis Tsipras (2019)

Alexis Tsipras (griechisch Αλέξης Τσίπρας; * 28. Juli 1974 in Athen) ist ein griechischer Politiker. Er war von 2008 bis 2023 der Vorsitzende der Partei Syriza und von 2015 bis 2019 griechischer Ministerpräsident. Am 26. Januar 2015 wurde er zum ersten Mal vereidigt; am 21. September 2015 trat er seine zweite Amtszeit an.
Bei der Europawahl 2014 war er Kandidat für das Amt des Kommissionspräsidenten der Europäischen Linken. Nach der Europawahl 2019 kündigte er für den 7. Juli 2019 vorgezogene Neuwahlen an, bei denen seine Partei mit 31,5 % der Stimmen die Mehrheit verfehlte. Sein Nachfolger als Ministerpräsident wurde Kyriakos Mitsotakis. Nachdem seine Partei bei den Wahlen im Mai und Juni 2023 große Verluste erlitten hatte, verkündete Tsipras am 29. Juni seinen Rücktritt von der Parteiführung.

## Ausbildung, Beruf, Familie
Alexis Tsipras wuchs als jüngstes von drei Kindern in einer Mittelschicht-Familie im Athener Stadtviertel Exarchia auf. Sein Vater war selbständiger Bauunternehmer und wurde in Arta (Epirus), seine Mutter in Eleftheroupoli (Gemeinde Pangeo, Ostmakedonien) geboren. Tsipras schilderte 2010 bei einer Dienstreise in die Türkei gegenüber der Lokalpresse, dass ein Teil seiner Vorfahren in Babaeski als Teil der früher dort ansässigen griechischen Bevölkerungsgruppe im heute türkischen Ostthrakien gelebt hatte.
Nach einem abgeschlossenen Bauingenieurwesen-Studium an der Nationalen Technischen Universität Athen und einem Aufbaustudium in Stadt- und Raumplanung arbeitete er in der Bauwirtschaft. Daneben veröffentlichte er drei stadtplanerische Studien. Von 2003 bis 2004 leistete er seinen Wehrdienst bei der Marine ab.
Tsipras lebt mit der IT-Ingenieurin Peristera Batziana zusammen, mit der er zwei Kinder hat. Er war der erste Ministerpräsident Griechenlands, der sich offen zum Atheismus bekennt.

## Politischer Aufstieg

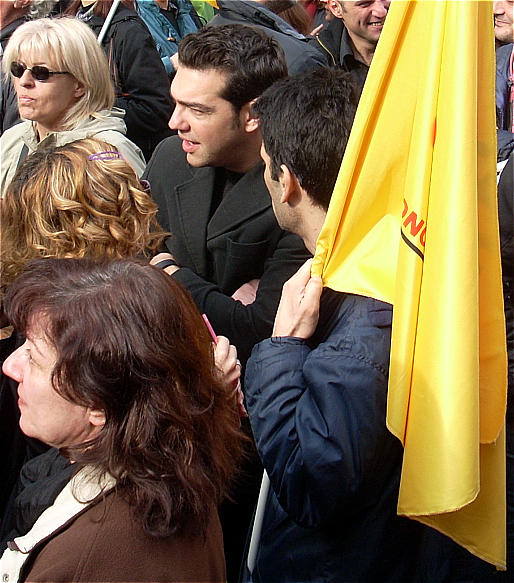
Alexis Tsipras (2007)

Tsipras begann sein politisches Engagement im Alter von 16 Jahren in der Kommunistischen Jugend Griechenlands (KNE). Er nahm an Schülerprotesten während der Schulbesetzungen von 1990 und 1991 teil. Als sich die Kommunistische Partei Griechenlands (KKE) 1991 vom Linksbündnis Synaspismos trennte und die verbleibenden Gruppen eine gemeinsame Partei bildeten (ebenfalls unter dem Namen Synaspismos), verließ Tsipras die KNE und schloss sich der Jugendorganisation des Synaspismos an.
Als Student engagierte er sich in Organisationen der „reformierten Linken“ und war Vorstandsmitglied des Verbandes der Bauingenieurstudenten an der Nationalen Technischen Universität. Er war zudem studentisches Senatsmitglied seiner Universität und von 1995 bis 1997 im Vorstand des Nationalen Studentenbundes Griechenlands (EFEE).
Von 1999 bis 2003 war er Sekretär der Jugendorganisation des Synaspismos. In dieser Zeit übernahm er eine führende Rolle bei der Bildung des griechischen Sozialforums und nahm auch international an globalisierungskritischen Protestaktionen teil. Auf dem vierten Parteitag des Synaspismos im Dezember 2004 wurde er mit 42 % als Fünfter in das Zentralkomitee und daraufhin in den Parteivorstand gewählt, verantwortlich für die Themenbereiche Bildung und Jugend.
Bei der Athener Kommunalwahl im Oktober 2006 war Tsipras Bürgermeisterkandidat der Liste Offene Stadt (griechisch Anichtí Póli, Ανοιχτή Πόλη); die Liste erhielt 10,5 % der Stimmen und Tsipras zog in den Stadtrat ein.

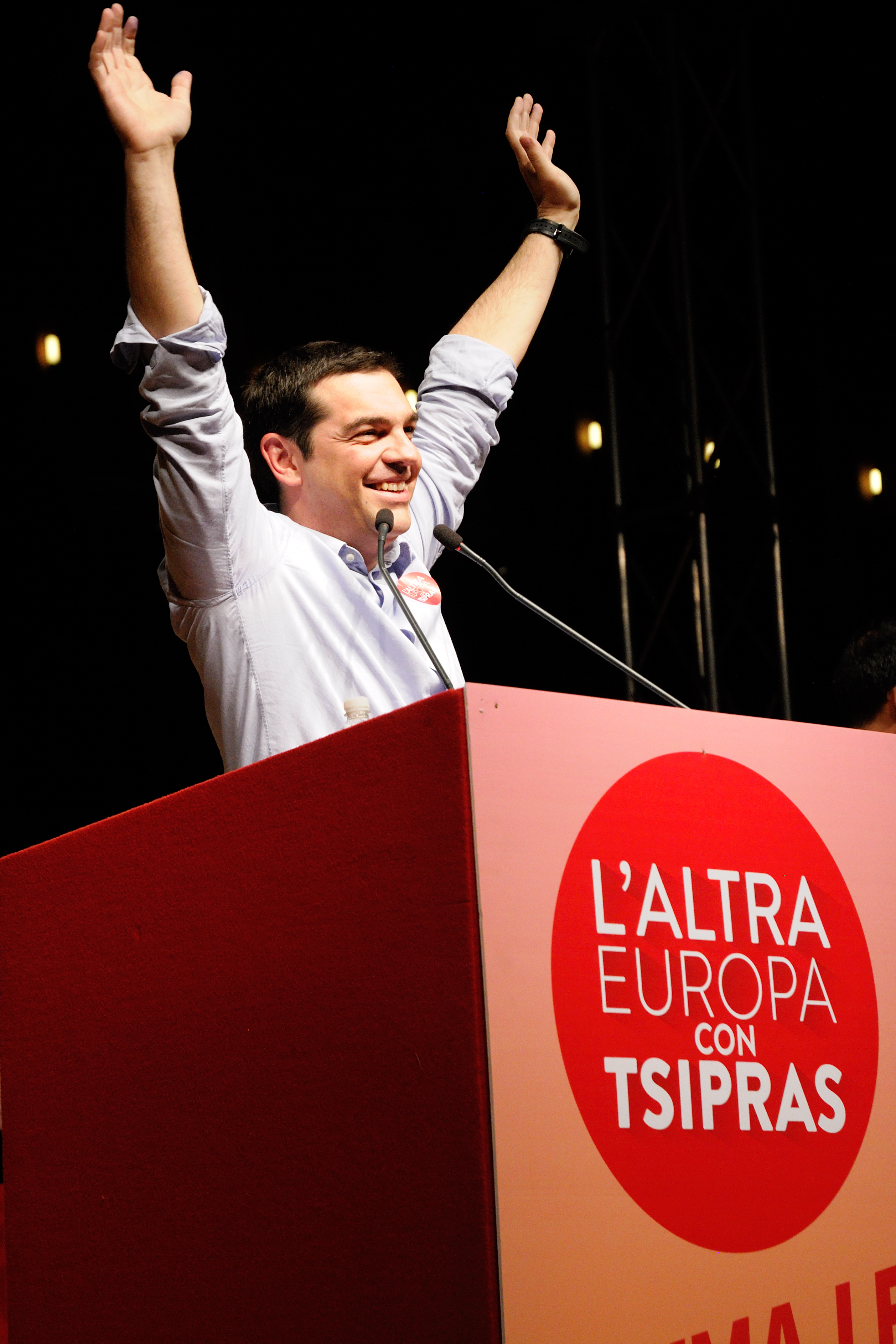
Alexis Tsipras (2014)

Auf dem fünften Parteitag des Synaspismos im Februar 2008 wurde er als Nachfolger von Alekos Alavanos mit 70 % der Stimmen zum Vorsitzenden der Partei gewählt.
Tsipras kandidierte bei der Parlamentswahl im Oktober 2009; im Wahlkampf fiel er durch populistische Äußerungen auf. Er zog nach der Wahl ins griechische Parlament ein, in dem er Vorsitzender der Syriza-Fraktion wurde. Im Mai 2012 wurde das Parteienbündnis Syriza in eine Partei umgewandelt, um bei der anstehenden Parlamentswahl am 17. Juni 2012 die von der Verfassung vorgesehenen Bonussitze für die stärkste Partei in Anspruch nehmen zu können. Tsipras ist seitdem Vorsitzender dieser Partei; der Synaspismos löste sich anschließend auf. Bei der Parlamentswahl 2012 wurde Syriza mit 26,9 % zweitstärkste Partei.
Auf dem Kongress der Partei der Europäischen Linken (EL) im Dezember 2010 wurde er zu einem der EL-Vizepräsidenten der EL gewählt.
Im Zuge der Wahlkämpfe zur Parlamentswahl im Mai und Juni 2012 stiegen das Medieninteresse an ihm und sein Bekanntheitsgrad im Ausland erheblich.
Bei der Europawahl 2014 kandidierte Tsipras als Spitzenkandidat der Europäischen Linken für das Amt des Präsidenten der EU-Kommission.
Tsipras und Syriza kritisierten vor ihrer Regierungsübernahme die Wirtschaftssanktionen der EU gegen Russland wegen des Russisch-Ukrainischen Kriegs und der Annexion der Krim 2014. Tsipras sagte 2015 in Russland, Sanktionen seien der falsche Weg; die EU müsse einen Dialog mit Moskau führen. Seine Versuche, die EU gegen Russland auszuspielen und Griechenland als „Brücke zwischen der EU und Russland“ zu positionieren, wurden in der NZZ mit der Bezeichnung „Putins nützlicher Idiot“ kommentiert.
Im Dezember 2014 besuchte Tsipras auf Einladung der Bewegung der Sozialisten, einer Abspaltung der Sozialistischen Partei Serbiens, in Belgrad deren Parteivorsitzenden Aleksandar Vulin, der als nationalistischer Hardliner gilt; in der progressiven serbischen Öffentlichkeit führte der Besuch zu Kopfschütteln.

## Griechischer Ministerpräsident
Syriza erhielt bei der vorgezogenen Parlamentswahl vom 25. Januar 2015 36,3 % der Stimmen. In Griechenland erhält die Partei mit den meisten Wählerstimmen 50 Parlamentssitze zusätzlich, um eine handlungsfähige Regierung bilden zu können; somit kam Syriza auf 149 der 300 Sitze im griechischen Parlament. Am Tag darauf vereinbarte Syriza eine Koalition mit der nationalkonservativen Partei ANEL („Unabhängige Griechen“); daraufhin wurde Tsipras von Staatspräsident Karolos Papoulias zum Ministerpräsidenten ernannt. Tsipras ernannte nach seiner Vereidigung die Mitglieder seines Kabinetts. Am 11. Februar 2015 sprach ihm das Parlament mit 162 Stimmen das Vertrauen aus.

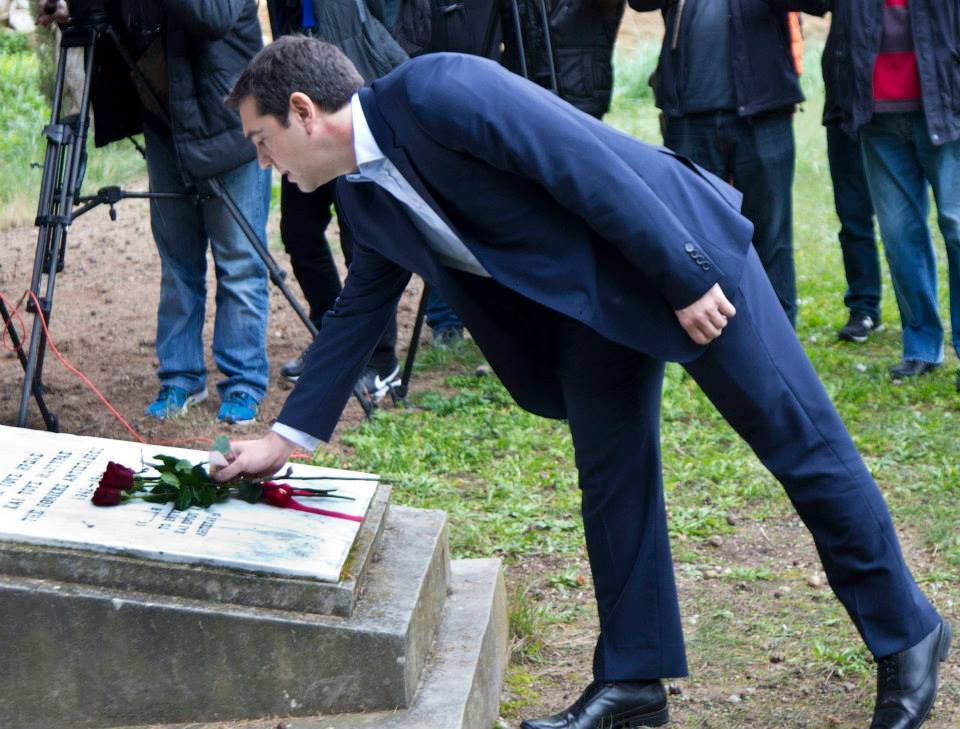
Die erste Amtshandlung von Tsipras als Ministerpräsident: Gedenken der Opfer der deutschen Wehrmacht in Kesariani

Tsipras forderte im Januar 2015 einen teilweisen Erlass der griechischen Staatsschulden und eine Lockerung der für geleistete Unterstützungskredite von der Troika im Gegenzug auferlegten Austeritätsmaßnahmen. In den sechs Jahren zuvor war die griechische Wirtschaft (gemessen am BIP) erheblich geschrumpft (siehe auch Staatsschuldenkrise, Eurokrise#Griechenland).
Das Regierungsprogramm nannte vier Schwerpunkte bzw. Ziele: humanitäre Krise bekämpfen, die Wirtschaft wieder ankurbeln, Steuergerechtigkeit schaffen, Beschäftigung fördern und zur Stärkung der Demokratie das politische System umwandeln.
Als erste Amtshandlung legte Tsipras an der Gedenkstätte am Schießstand von Kesariani Blumen nieder.
Tsipras stieß zunächst umfassende Maßnahmen zur Bekämpfung der inländischen Korruption und Steuerflucht an. In Kritik im Ausland und in den Medien geriet er wegen des vorübergehenden Stopps der Privatisierung des Hafens von Piräus und des zunächst unklaren weiteren Vorgehens dieser. Gewerkschafter sprachen sich gegen die Privatisierung aus, da sie schlechte Arbeitsbedingungen über Subunternehmen unter dem neuen chinesischen Besitzer Cosco befürchten.
Im April 2015 geriet Tsipras bei mehreren EU-Politikern in Kritik, als er den russischen Präsidenten Putin besuchte. Am 27. Juni 2015 kündigte Tsipras ein Referendum über das zweite Verhandlungsergebnis mit den Gläubigern in der griechischen Staatsschuldenkrise an. Das Referendum fand am 5. Juli 2015 statt, wobei 61,31 % der Abstimmenden die Bedingungen der Gläubiger ablehnten.
Am 20. August 2015 gab Tsipras seinen Rücktritt bekannt; am 20. September 2015 fand eine vorgezogene Neuwahl statt. Nach Einschätzung der griechischen Presse wollte er sich damit des linken Flügels seiner Partei entledigen, der sich bei Parlamentsabstimmungen zu Spar- und Reformvorlagen gegen Tsipras’ Kurs gestellt hatte. Vermutlich strebte Tsipras ein neues Mandat an, bevor die harten Maßnahmen des neuen Sparprogramms in Griechenland griffen.
Nach ihrem erneuten Wahlsieg am 20. September 2015 bildete Syriza wieder eine Koalition mit ANEL, die insgesamt 155 der 300 Parlamentssitze auf sich vereinigte. Tags darauf wurde Tsipras als Ministerpräsident vereidigt; er bildete das Kabinett Alexis Tsipras II.

## Ehrungen
Für seine diplomatischen Bemühungen um die Beilegung des Namensstreits zwischen Nordmazedonien und Griechenland wurde er zusammen mit seinem nordmazedonischen Kollegen Zoran Zaev auf der Münchner Sicherheitskonferenz 2019 mit dem Ewald-von-Kleist-Preis geehrt. Mit derselben Begründung wurden die beiden Politiker 2020 auch mit dem Internationalen Preis des Westfälischen Friedens ausgezeichnet, der wegen der COVID-19-Pandemie erst im August 2021 überreicht wurde.